# Louis II. de Lorraine-Guise

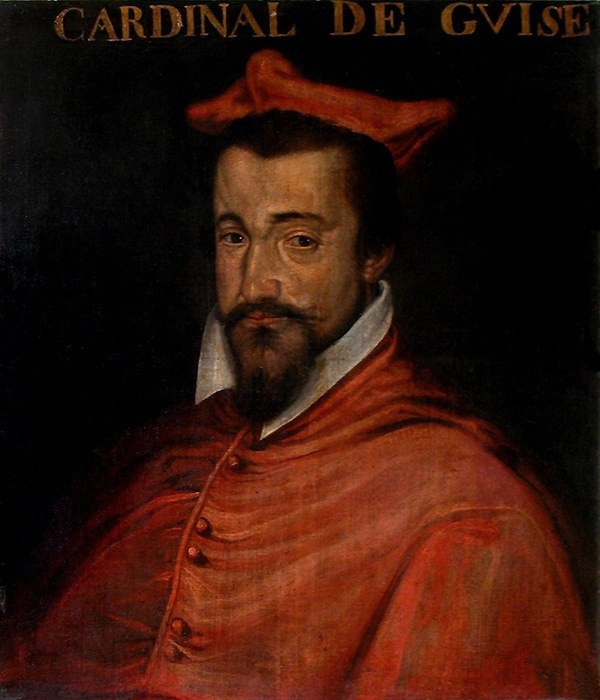
Kardinal Louis II. de Lorraine-Guise; Porträt eines unbekannten Malers im Hôtel de Soubise, 1585–1588

Louis II. de Lorraine-Guise (* 6. Juli 1555 in Dampierre-en-Yvelines; † 24. Dezember 1588 auf Schloss Blois) war ein französischer Geistlicher, Kardinal und Erzbischof von Reims.

## Leben
Er war der Sohn von François de Lorraine, duc de Guise aus dem Haus Vaudémont, und Bruder von Henri I. de Lorraine, duc de Guise.
1574 folgte Ludwig seinem Onkel Charles de Guise als Erzbischof von Reims, und am 21. Februar 1578 wurde er von Gregor XIII. zum Kardinal ernannt. Er stellte sich während der Hugenottenkriege 1576 mit seinem Bruder an die Spitze der katholischen Heiligen Liga. Durch sein anmaßendes Verhalten bei der Zusammenkunft der Generalstände in Blois festigte sich bei König Heinrich III. der Entschluss, die Guisen zu stürzen. Louis II. war bei der Ermordung seines Bruders zugegen und wurde tags darauf, am 24. Dezember 1588, im Gefängnis hingerichtet.

## Nachkommen
- mit Aimerie de Lescheraine:
- Louis de Guise, Baron d’Ancerville, Graf von Boulay, Prinz von Phalsbourg und Lixheim (* 14. Dezember 1588 – 1631), unehelicher Sohn